# Jimi Hendrix
James Marshall "Jimi" Hendrix (tên khai sinh Johnny Allen Hendrix; 27 tháng 11 năm 1942 - 18 tháng 9 năm 1970) là một nhạc công, ca sĩ và nhạc sĩ người Mỹ. Mặc dù sự nghiệp âm nhạc chính thống chỉ kéo dài có 4 năm, ông được xem là một trong những nghệ sĩ guitar điện có ảnh hưởng nhất đến lịch sử âm nhạc đại chúng, và là một trong những nhạc sĩ danh tiếng nhất thế kỉ 20. Đại sảnh danh vọng Rock and Roll miêu tả ông "có thể xem là nhạc công xuất sắc nhất lịch sử nhạc rock".
Sinh ra ở Seattle, Washington, Hendrix bắt đầu học chơi guitar năm 15 tuổi. Năm 1961, ông đăng ký nhập ngũ quân đội Mỹ, song giải ngũ chỉ sau một năm. Ngay sau đó, ông chuyển tới Clarksville rồi Nashville, Tennessee, và bắt đầu biểu diễn theo hợp đồng trong chitlin' Circuit, qua đó kiếm được một suất vào ban nhạc đệm của the Isley Brothers và sau đấy là hoạt động cùng Little Richard cho đến giữa năm 1965. Kế đó ông biểu diễn cùng Curtis Knight and the Squires rồi chuyển đến nước Anh vào cuối năm 1966 sau khi Chas Chandler (tay bass của nhóm the Animals) trở thành quản lý của ông. Chỉ trong vài tháng, Hendrix có tới 10 bài hit đứng đầu ở Anh với nhóm The Jimi Hendrix Experience: "Hey Joe", "Purple Haze" và "The Wind Cries Mary". Danh tiếng của nam nghệ sĩ tiến tới đất Mỹ sau màn trình diễn tại Nhạc hội Monterey Pop vào năm 1967, một năm sau album phòng thu thứ ba và cuối cùng của ông, Electric Ladyland đã giành ngôi quán quân ở Mỹ. Đĩa LP kép này vừa là tác phẩm thành công nhất về mặt thương mại của Hendrix, vừa là album quán quân đầu tiên và duy nhất của ông. Với mức thù lao cao nhất thế giới dành cho nghệ sĩ biểu diễn, ông đã diễn chính ở Nhạc hội Woodstock vào năm 1969 và Nhạc hội đảo Isle vào năm 1970 trước, trước khi bất ngờ qua đời ở Luân Đôn vì bị ngạt bởi sốc thuốc barbiturat vào ngày 18 tháng 9 năm 1970.
Nguồn cảm ứng chính của Hendrix là dòng nhạc rock and roll và electric blues của Mỹ. Ông ưa thích dùng các bộ âm ly vặn vượt mức cực đại với âm lượng và độ khuếch đại lớn, được phối khí bằng cách truyền đi những âm thanh cũ ngoài mong muốn gây ra bởi chiếc âm ly feedback của guitar. Ông còn là một trong những nghệ sĩ guitar đầu tiên sử dụng chủ yếu các bàn đạp hiệu ứng thay đổi tông điệu trong nhạc rock quần chúng, chẳng hạn như các thiết bị fuzz distortion, Octavia, wah-wah và Uni-Vibe. Ông là nhạc công đầu tiên sử dụng hiệu ứng âm lập thể phaser trong các bản thu âm. Holly George-Warren của tạp chí Rolling Stone bình luận: "Hendrix là người tiên phong trong việc sử dụng nhạc cụ giống như một nguồn âm thanh điện tử. Những nhạc công trước ông đã thử nghiệm với feedback và distortion, nhưng Hendrix mới là người biến chúng và những hiệu ứng khác thành một khối từ vựng linh động và có trật tự, đúng như chất nhạc blues khởi đầu sự nghiệp của ông."
Hendrix là chủ nhân của nhiều giải thưởng âm nhạc lúc sinh thời lẫn sau khi mất. Năm 1967, độc giả của tờ Melody Maker bầu chọn ông là Nhạc sĩ pop của năm và vào năm 1968, Billboard vinh danh ông là Nghệ sĩ của năm còn Rolling Stone tuyên dương ông là Nghệ sĩ biểu diễn của năm. Ấn phẩm Disc and Music Echo đã tôn vinh ông bằng danh hiệu Nhạc sĩ hàng đầu thế giới của năm 1969 và vào năm 1970, Guitar Player vinh danh ông là nghệ sĩ guitar nhạc rock của năm. Nhóm Jimi Hendrix Experience được ghi danh vào Đại sảnh danh vọng Rock and Roll  vào năm 1992 và Đại sảnh danh vọng âm nhạc Liên hiệp Anh vào năm 2005. Rolling Stone còn liệt ba album phòng thu của ban nhạc gồm có Are You Experienced, Axis: Bold as Love và Electric Ladyland vào danh sách 500 album xuất sắc nhất mọi thời đại, đồng thời xếp Hendrix là nghệ sĩ guitar vĩ đại nhất và nghệ sĩ xuất sắc thứ 6 mọi thời đại.

## Thân thế và thời thơ ấu

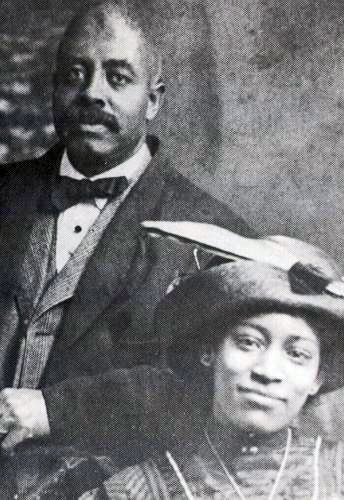
Ông bà nội của Hendrix, hai cụ Ross và Nora Hendrix trước năm 1912.

Jimi Hendrix có gốc gác hỗn tạp từ tổ tiên người Mỹ gốc Phi, Ireland và Cherokee. Bà nội của ông, cụ Zenora "Nora" Rose Moore là một người Mỹ gốc Phi và có một phần tư dòng máu của người Cherokee. Ông nội của Hendrix, cụ Bertran Philander Ross Hendrix (sinh 1866) chào đời từ một vụ ngoại tình giữa một phụ nữ tên là Fanny và một thương gia buôn ngũ cốc từ Urbana, Ohio hoặc Illinois – một trong những người đàn ông giàu có nhất khu vực lúc bấy giờ. Sau khi Hendrix và Moore chuyển tới Vancouver, họ có một đứa con trai và đặt tên nó là James Allen Hendrix vào ngày 10 tháng 6 năm 1919; gia đình gọi ông là "Al".
Năm 1941, sau khi chuyển đến Seattle, Al gặp gỡ Lucille Jeter (1925–1958) tại một buổi khiêu vũ; họ kết hôn vào ngày 31 tháng 3 năm 1942. Cha của Lucille (ông ngoại của Jimi) là Preston Jeter (sinh 1875), có mẹ được sinh ra cùng hoàn cảnh với Bertran Philander Ross Hendrix. Mẹ của Lucille, nhũ danh Clarice Lawson có tổ tiên là người Mỹ gốc Phi và Cherokee. Vốn trước đó đã nhập ngũ quân đội Hoa Kỳ để phục dịch trong Thế chiến II, Al rời đi để bắt đầu khóa tập huấn cơ bản của mình chỉ ba ngày sau khi tổ chức đám chức. Johnny Allen Hendrix chào đời vào ngày 27 tháng 11 năm 1942 ở Seattle; ông là con cả trong số 5 người con của Lucille. Năm 1946, cha mẹ của Johnny đã đổi tên ông thành James Marshall Hendrix nhằm tôn vinh Al và người anh quá cố Leon Marshall của cha ông.
Sau khi đóng quân ở Alabama ở thời điểm Hendrix chào đời, Al bị từ chối được nghỉ phép tiêu chuẩn cho quân nhân để về nhà đón con chào đời; sĩ quan chỉ huy của ông đã nhốt Al trong trại giam để ngăn ông đào ngũ để gặp đứa con sơ sinh của mình ở Seattle. Ông bị nhốt trong đó hai tháng mà không được xét xử, trong lúc bị nhốt ông đã nhận được một bức điện tín thông báo con trai ông đã chào đời. Trong 3 năm mà Al vắng mặt, Lucille đã phải khổ sở nuôi nấng con trai của họ. Khi Al đi vắng, Hendrix chủ yếu được chăm sóc bởi các thành viên trong gia đình và bạn bè, đặc biệt là Delores Hall (em gái của Lucille) và cô bạn Dorothy Harding. Al nhận lệnh xuất ngũ danh dự từ quân đội Hoa Kỳ vào ngày 1 tháng 9 năm 1945. Hai tháng sau, do không tìm thấy Lucille, Al đến Berkeley, California – nhà một người bạn của gia đình là Bà Champ (bà là người chăm sốc và cố nhận nuôi Hendrix); đây là nơi Al nhìn thấy con trai ông lần đầu tiên.
Sau khi xuất ngũ, Al tề tựu với Lucille, nhưng do không thể kiếm nổi việc làm ổn định khiến gia đình họ rơi vào cảnh sống bấp bênh. Họ vật lộn với rượu và thường đánh lộn nhau trong lúc say xỉn. Đôi khi bạo lực làm cho Hendrix phải chui lủi và trốn vào tủ quần áo nhà họ. Mối quan hệ của ông với người em trai Leon (sinh 1948) tuy gần gũi mà lại gian truân; khi Leon thường xuyên được đưa đến gia đình khác nuôi, họ hầu như phải sống với mối lo bị chia cắt. Ngoài Leon, Hendrix có ba người em nữa: Joseph (sinh 1949), Kathy (sinh 1950) và Pamela (sinh 1951), tất cả chúng rơi vào cảnh thiếu sự chăm sóc của Al và Lucille và bị đem nhận nuôi. Gia đình thường xuyên di chuyển, trú tại những khách sạn và căn hộ rẻ tiền quanh quẩn Seattle. Thỉnh thoảng các thành viên trong gia đình đưa Hendrix tới Vancouver để ở nhà bà nội. Là một cậu bé nhút nhát và nhạy cảm, ông chịu ảnh hưởng sâu sắc bởi những kinh nghiệm sống của đời mình. Sau này ông tâm sự với một cô bạn gái rằng ông từng là nạn nhân bị lạm dụng tình dục bởi một người đàn ông mặc đồng phục. Ngày 17 tháng 12 năm 1951, lúc Hendrix lên 9 tuổi, cha mẹ cậu ly hôn; tòa đã trao cho Al quyền giám hộ Hendrix và Leon.

### Những nhạc cụ đầu tiên
Tại Trường tiểu học Horace Mann ở Seattle vào giữa thập niên 1950, thói quen mang cây chổi bên mình của Hendrix để giả đánh đàn guitar đã thu hút sự chú ý của bà nhân viên công tác xã hội trong trường. Sau hơn một năm cậu bám dính lấy cây chổi như một lớp mền bảo vệ, bà nhân viên đã viết một lá thư đề nghị trường trích một khoản tiền từ quỹ dành cho những trẻ em kém may mắn, quả quyết rằng việc để Hendrix không có đàn guitar có thể gây tổn thương tâm lý đến cậu. Song những nỗ lực của bà không thành và Al từ chối mua cho ông một cây đàn guitar.
Năm 1957, trong lúc giúp cha phụ việc, Hendrix tìm thấy một cây đàn ukulele nằm trong đống rác mà họ đang dọn từ nhà của một bà già. Bà nói với cậu rằng cậu có thể giữ cây đàn, dù nó chỉ có một dây. Bằng đôi tai của mình, Hendrix học chơi từng nốt theo các bài hát của Elvis Presley, cụ thể là bài "Hound Dog". Đến năm 33 tuổi, mẹ của Hendrix là bà bị biến chứng xơ gan, và vào ngày 2 tháng 2 năm 1958, bà qua đời vì lá lách bị vỡ. Al từ chối đưa James và Leon tới dự đám tang của mẹ; thay vào đó ông đưa họ mấy ngụm rượu whiskey và chỉ cho hai đứa con rằng đó là cách đàn ông nên đối mặt với mất mát. Năm 1958, Hendrix hoàn thành chương trình học ở Trường trung học cơ sở Washington và bắt đầu học tiếp lên Trường trung học Garfield nhưng không tốt nghiệp.
Giữa năm 1958, tức năm 15 tuổi, Hendrix mua được cây đàn acoustic guitar đầu tiên với giá 5 đô la Mỹ (tương đương $51 năm 2022). Cậu chơi đàn hàng giờ liền, quan sát những người chơi khác và học hỏi từ những tay guitar giàu kinh nghiệm hơn, đồng thời nghe nhạc blues của những nghệ sĩ như Muddy Waters, B.B. King, Howlin' Wolf và Robert Johnson. Bài đầu tiên mà Hendrix học chơi trên đàn là bản nhạc hiệu "Peter Gunn" trên truyền hình. Khoảng thời gian ấy, Hendrix tập đánh đàn với cậu bạn thời thơ ấu Sammy Drain và người anh trai đánh đàn keyboard của cậu.  Năm 1959, nhân dịp tham dự một buổi hòa nhạc của nhóm Hank Ballard & the Midnighters ở Seattle, Hendrix có cơ hội gặp gỡ tay guitar Billy Davis của nhóm. Davis chỉ cho ông vài cú lick trên guitar và trao cho ông buổi biểu diễn ngắn với the Midnighters. Hai người vẫn là bạn của nhau cho đến ngày Hendrix từ trần vào năm 1970.
Ngay sau khi mua được cây đàn acoustic guitar, Hendrix thành lập ban nhạc đầu tiên của ông và đặt tên là the Velvetones. Do không có một cây đàn guitar điện, âm thanh từ đàn của ông hầu như không thể nghe thấy được khi nhóm chơi nhạc. Sau khoảng 3 tháng, ông nhận ra mình cần mua một cây đàn guitar điện. Giữa năm 1959, cha ông động lòng thương con trai và mua cho ông một cây đàn Supro Ozark màu trắng. Buổi diễn đầu tiên của Hendrix là với một ban nhạc vô danh ở Phòng Jaffe của giáo đoàn Do Thái Temple De Hirsch ở Seattle, nhưng họ đuổi ông giữa lúc đang diễn vì ông quá phô trương. Ông gia nhập the Rocking Kings, một nhóm chơi nhạc chuyên nghiệp ở những tụ điểm như câu lạc bộ Birdland. Lúc ông để cây đàn ở hậu trường qua đêm thì nó bị trộm mất, làm cho Al mua cho ông một cây đàn Silvertone màu đỏ của hãng Danelectro.

## Nghĩa vụ quân sự

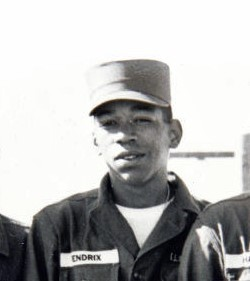
Hendrix trong quân đội Hoa Kỳ vào năm 1961

Trước khi Hendrix tròn 19 tuổi, các nhà chức trách luật đã bắt quả tang ông lén cầm lái ô tô bị mất cắp. Đứng trước lựa chọn phải đi tù hoặc gia nhập quân đội, ông chọn cái thứ hai và đăng ký nhập ngũ vào ngày 31 tháng 5 năm 1961. Sau khi hoàn thành khóa 8 tuần tập huấn cơ bản tại Fort Ord, California, ông được chỉ định vào Sư đoàn không quân 101 và đóng quân ở Pháo đài Campbell, Kentucky. Ông đặt chân đến nơi đóng quân vào ngày 8 tháng 11 năm và ngay lập tức viết thư cho cha: "Chẳng có gì khác ngoài tập luyện thể chất và quấy rối ở đây trong hai tuần, xong rồi khi con đến trường học nhảy ... con sẽ chết mất. Họ bắt con làm tới chết, quấy rầy và đánh nhau." Trong bức thư kế tiếp gửi về nhà, Hendrix nhắc đến cây guitar bỏ lại tại nhà cô bạn gái Betty Jean Morgan ở Seattle và yêu cầu cha gửi nó đến cho ông càng sớm càng tốt: "Con thật sự cần nó ngay bây giờ." Cha ông cắn răng đồng ý và gửi cây đàn Silvertone Danelectro màu đỏ mà Hendrix vẽ tay trên đó dòng chữ "Betty Jean" tới Pháo đài Campbell. Nỗi ám ảnh thường trực với cây đàn làm cho ông lơ là nhiệm vụ, khiến cho ông bị đồng đội chế nhạo và lạm dụng thể chất; họ ít nhất từng một lần giấu đi cây guitar cho đến khi ông cầu xin trả lại nó. Tháng 11 năm 1961, quân nhân Billy Cox ghé qua một câu lạc bộ quân đội và nghe thấy tiếng đàn của Hendrix. Cox ấn tượng với kỹ thuật của Hendrix đến mức miêu tả nó là sự kết hợp giữa "John Lee Hooker và Beethoven", nên ông đã mượn một cây guitar bass và hai người chơi đàn giao lưu cùng nhau. Chỉ trong ít tuần, họ bắt đầu biểu diễn tại các câu lạc bộ chốt đóng quân vào những dịp cuối tuần cùng với các nhạc công khác trong một ban nhạc thành lập tạm thời tên là the Casuals.
Hendrix hoàn thành khóa tập huấn binh chủng nhảy dù chỉ trong hơn 8 tháng, và Thiếu tướng C. W. G. Rich đã trao cho ông miếng vá Screaming Eagles danh giá vào ngày 11 tháng 1 năm 1962. Đến tháng Hai, những hành vi của ông bắt đầu bị cấp trên khiển trách. Họ gắn cho ông là tay thiện xạ không đủ chuẩn và thường bắt quả tang ông chợp mắt trong lúc làm nhiệm vụ và không báo cáo kiểm tra giường. Ngày 24 tháng 5 năm, trung úy trung đội của Hendrix là James C. Spears đệ trình lên một bản báo cáo ghi rằng: "Anh ta không hề hứng thú bất cứ thứ gì trong Quân đội ... Theo quan điểm của tôi thì Binh nhì Hendrix sẽ không bao giờ đạt đủ chuẩn mực cần có của một người lính. Tôi thấy rằng nghĩa vụ quân sự sẽ có lợi nếu anh ta xuất ngũ càng sớm càng tốt." Ngày 29 tháng 6 năm 1962, Hendrix được phê duyệt giải ngũ dưới điều kiện danh dự. Sau này Hendrix kể rằng ông ghét quân đội và đã nói dối rằng ông đã nhận được giấy xuất viện sau khi gãy mắt cá chân trong lần nhảy dù thứ 26.

## Sự nghiệp

### Những năm đầu tiên
Tháng 9 năm 1963, sau khi Cox giải ngũ, ông và Hendrix di chuyển khoảng 20 dặm (32 km) vượt qua biên giới tiểu bang từ Fort Campbell tới Clarksville, Tennessee và thành lập một ban nhạc với tên the King Kasuals. Tại Seattle, Hendrix xem Butch Snipes chơi đàn bằng răng và giờ đây Alphonso "Baby Boo" Young (tay guitar thứ hai của the Kasuals) cũng biểu diễn trên cây guitar bằng trò này. Không chịu kém cạnh, Hendrix cũng học chơi đàn bằng răng. Sau này ông giải thích: "Ý tưởng chơi đàn như thế đến với tôi ... ở Tennessee. Dưới đó bạn phải chơi đàn bằng răng hoặc bị ăn đạn. Có dấu răng gãy ở khắp sân khấu."
Mặc dù chơi nhạc theo hợp đồng thu nhập thấp tại những tụ điểm ít người biết đến, sau cùng ban nhạc chuyển tới Phố Jefferson ở Nashville – trung tâm truyền thống của cộng đồng người da đen trong thành phố và sở hữu giới nhạc rhythm and blues phát triển mạnh. Và nhóm có một thời gian ngắn chơi nhạc sống tại một tụ điểm hút khách trong thị trấn – Club del Morocco và trong hai năm kế tiếp Hendrix kiếm sống nhờ biểu diễn tại hàng loạt nhà hát trải khắp miền Nam liên kết với Hiệp hội đặt vé của chủ nhà hát (TOBA), hay còn được nhiều người biết với cái tên chitlin' circuit. Ngoài chơi trong ban nhạc riêng, Hendrix còn đánh đệm cho nhiều nhạc sĩ soul, R&B và blues như Wilson Pickett, Slim Harpo, Sam Cooke, Ike & Tina Turner và Jackie Wilson.
Tháng 1 năm 1964, sau khi cảm thấy mình đã phát triển tài chơi nhạc vượt bậc, và thất vọng khi phải tuân theo những nguyên tắc mà các thủ lĩnh ban nhạc đặt ra, Hendrix quyết định mạo hiểm một phen. Ông chuyển vào Khách sạn Theresa ở Harlem rồi kết bạn với Lithofayne Pridgon (còn có tên là "Faye" và trở thành bạn gái của ông). Là một người gốc Harlem sở hữu mạng lưới kết nối với giới nhạc khắp khu vực, Pridgon đã cấp cho bạn trai nơi ở, hỗ trợ và động viên. Hendrix còn gặp gỡ anh em song sinh nhà Allen tên là Arthur và Albert. Tháng 2 năm 1964, Hendrix giành giải nhất tại cuộc thi chơi nhạc nghiệp dư ở Nhà hát Apollo. Với hi vọng kiếm được một cơ hội trong sự nghiệp, ông đã biểu diễn tại rạp hát câu lạc bộ Harlem và tham gia đánh cho nhiều ban nhạc khác nhau. Theo lời giới thiệu của người đồng đội cũ Joe Tex, Ronnie Isley đã trao cho Hendrix cơ hội diễn thử, rồi từ đó đề nghị ông trở thành tay guitar trong ban nhạc đánh đệm I.B. Specials cho nhóm the Isley Brothers, và thế là Hendrix vui lòng nhận lời.

### Những bản nhạc đầu tiên
Tháng 3 năm 1964, Hendrix thu âm đĩa đơn "Testify" chia làm hai phần với the Isley Brothers. Ra mắt vào tháng 6, ca khúc không thể lọt vào bảng xếp hạng. Vào tháng 7, ông là người chơi phối khí guitar cho ca khúc "Mercy Mercy" của Don Covay. Với Rosemart Records là đơn vị in đĩa còn Atlantic chịu trách nhiệm phân phối, bản nhạc đã giành vị trí số 35 trên bảng xếp hạng Billboard.
Hendrix đi lưu diễn cùng the Isleys trong phần lớn năm 1964, nhưng khi gần hết tháng 10, sau khi quá mệt mỏi với lịch diễn mỗi đêm, ông rời ban nhạc. Ngay sau đó, Hendrix gia nhập ban nhạc lưu diễn của Little Richard có tên là the Upsetters. Trong một điểm dừng tại Los Angeles vào tháng 2 năm 1965, ông thu bài hát đầu tiên và duy nhất với Richard mang tên "I Don't Know What You Got (But It's Got Me)", do Don Covay sáng tác và được phát hành bởi Vee-Jay Records. Lúc bấy giờ danh tiếng của Richard đã suy giảm, và đĩa đơn giành được vị trí cao nhất là hạng 92, trụ trong một tuần trước khi rớt khỏi bảng xếp hạng. Hendrix gặp ca sĩ Rosa Lee Brooks trong lúc trú chân tại Khách sạn Wilcox ở Hollywood, rồi cô mời ông tham gia một buổi ghi nháp cho đĩa đơn của cô, trong đó có bài "My Diary" (do Arthur Lee chắp bút sáng tác) là đĩa mặt A, còn "Utee" là đĩa mặt B. Hendrix đánh guitar trong cả hai bài, kèm gióng hát bè của Lee. Đĩa đơn không thể lọt vào bảng xếp hạng, song Hendrix và Lee bắt đầu một tình bạn kéo dài nhiều năm; sau này Hendrix người hâm mộ nhiệt thành ban nhạc của Lee là Love.
Tháng 7 năm 1965, Hendrix có lần xuất hiện đầu tiên trên sóng truyền hình, ở Kênh 5 Night Train của Nashville. Ngoài biểu diễn trong ban nhạc đông người của Little Richard, ông còn hát bè cho Buddy và Stacy trong bài hát "Shotgun". MV ghi lại show diễn đánh dấu những thước phim Hendrix biểu diễn sớm nhất từng được biết đến. Richard và Hendrix thường gặp mâu thuẫn do việc đi trễ, tủ quần áo và những trò hề trên sân khấu của Hendrix, và vào cuối tháng 7, anh trai của Richard là Robert đã sa thải Hendrix. Ngày 27 tháng 7, Hendrix ký hợp đồng thu âm đầu tiên với Juggy Murray tại Sue Records và Copa Management. Kế đó ông tái gia nhập Isley Brothers một thời gian ngắn và ghi âm đĩa đơn thứ hai cùng họ là "Move Over and Let Me Dance", nhằm quảng bá cho "Have You Ever Been Disappointed". Một năm sau, ông gia nhập ban nhạc R&B sống tại New York tên là Curtis Knight và the Squires, sau khi gặp gỡ Knight tại hành lang của một khách sạn mà cả hai đang cư trú. Hendrix biểu diễn cùng họ trong 8 tháng. Tháng 10 năm 1965, ông và Knight ghi đĩa đơn "How Would You Feel" kết hợp với "Welcome Home". Mặc cho hợp đồng hai đồng dài hai năm với Sue, Hendrix đã ký hợp đồng thu âm dài 3 năm với doanh nhân Ed Chalpin vào ngày 15 tháng 10 năm. Trong khi mối quan hệ với Chalpin tương đối ngắn ngủi, hợp đồng của anh vẫn còn hiệu lực, về sau là nguyên nhân gây nên các vấn đề pháp lý cản trở sự nghiệp của Hendrix. Trong thời gian gắn bó với Knight, Hendrix đi lưu diễn trong một thời gian ngắn với Joey Dee and the Starliters và cộng tác cùng King Curtis trong nhiều ban nhạc như đĩa đơn hai phần "Help Me" của Ray Sharpe. Hendrix nhận được ghi công sáng tác đầu tiên cho hai bản hòa tấu: "Hornets Nest" và "Knock Yourself Out", được phát hành làm đĩa đơn của Curtis Knight and the Squires vào năm 1966.
Do cảm thấy hạn chế bởi những kinh nghiệm chơi nhạc đệm R&B, năm 1985 Hendrix chuyển tới Làng Greenwich của thành phố New York, nơi sở hữu một nền âm nhạc sôi nổi và phong phú. Tại đó, ông nhận lời mời cư trú tại quán Cafe Wha? nằm trên Phố MacDougal Street và thành lập ban nhạc của mình vào tháng 6 năm ấy, mang tên Jimmy James and the Blue Flames, với sự có mặt của Randy California (nghệ sĩ guitar tương lai của Spirit). The Blue Flames trình diễn tại nhiều câu lạc bộ ởn New York và Hendrix bắt đầu lối chơi guitar và chất liệu sáng tác mà ông sẽ sớm áp dụng với the Experience. Tháng 9, họ tổ chức vài buổi hòa nhạc cuối tại Cafe Au Go Go ở Manhattan, với tư cách hội hỗ trợ cho ca sĩ kiêm nghệ sĩ guitar lúc bấy giờ có tên John Hammond.

### The Jimi Hendrix Experience

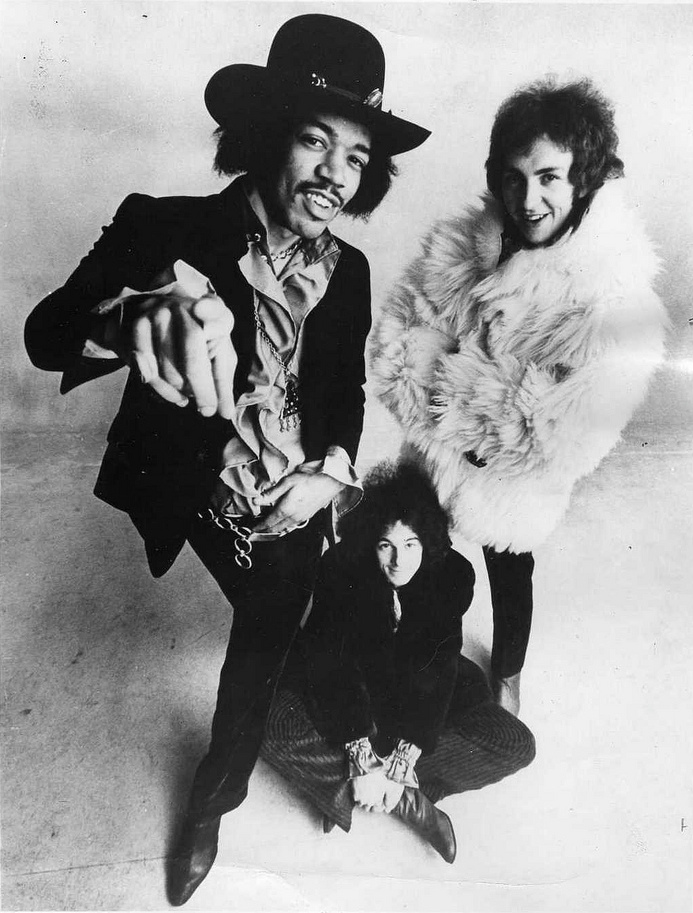
The Experience vào năm 1968.

Đến tháng 5 năm 1966, Hendrix vật lộn kiếm tiền trang trải đủ sống khi chơi nhạc R&B, vì thế ông nhanh chóng tái gia nhập nhóm Curtis Knight and the Squires để biểu diễn tại một trong những tụ điểm hộp đêm nổi tiếng nhất của thành phố New York City, câu lạc bộ Cheetah Club. Trong một buổi biểu diễn, Linda Keith (bạn gái nghệ sĩ guitar Keith Richards của Rolling Stones) để mắt tới Hendrix và bị lối chơi đàn của ông làm "mê mẩn". Cô mời ông đi uống rượu, và hai người trở thành bạn bè.
Trong lúc Hendrix chơi nhạc cùng nhóm Jimmy James and the Blue Flames, Keith đã giới thiệu ông với Andrew Loog Oldham (quản lý của Stones) và nhà sản xuất Seymour Stein. Họ không nhìn ra tiềm năng âm nhạc của Hendrix rồi từ chối ông. Keith lại tiến cử ông cho Chas Chandler (cựu thành viên của the Animals và hứng thú với nghề quản lý và đào tạo nghệ sĩ). Chandler nhìn thấy Hendrix biểu diễn ở Cafe Wha?, một hộp đêm của Làng Greenwich, New York. Chandler ưa thích ca khúc "Hey Joe" của Billy Roberts và tin tưởng rằng mình có thể tạo ra một đĩa đơn hit nếu tìm đúng nghệ sĩ. Ấn tượng với phiên bản ca khúc của Hendrix, ông đem nam nghệ sĩ tới Luân Đôn vào ngày 24 tháng 9 năm 1966, và ký cho Hendrix một bản họp đồng quản lý kiêm sản xuất với chính ông và Michael Jeffery (cựu quản lý của Animals). Đêm đó, Hendrix có một tiết mục biểu diễn solo ngẫu hứng tại hộp đêm The Scotch of St James và bắt đầu mối quan hệ tình cảm với Kathy Etchingham kéo dài trong hai năm ruỡi.

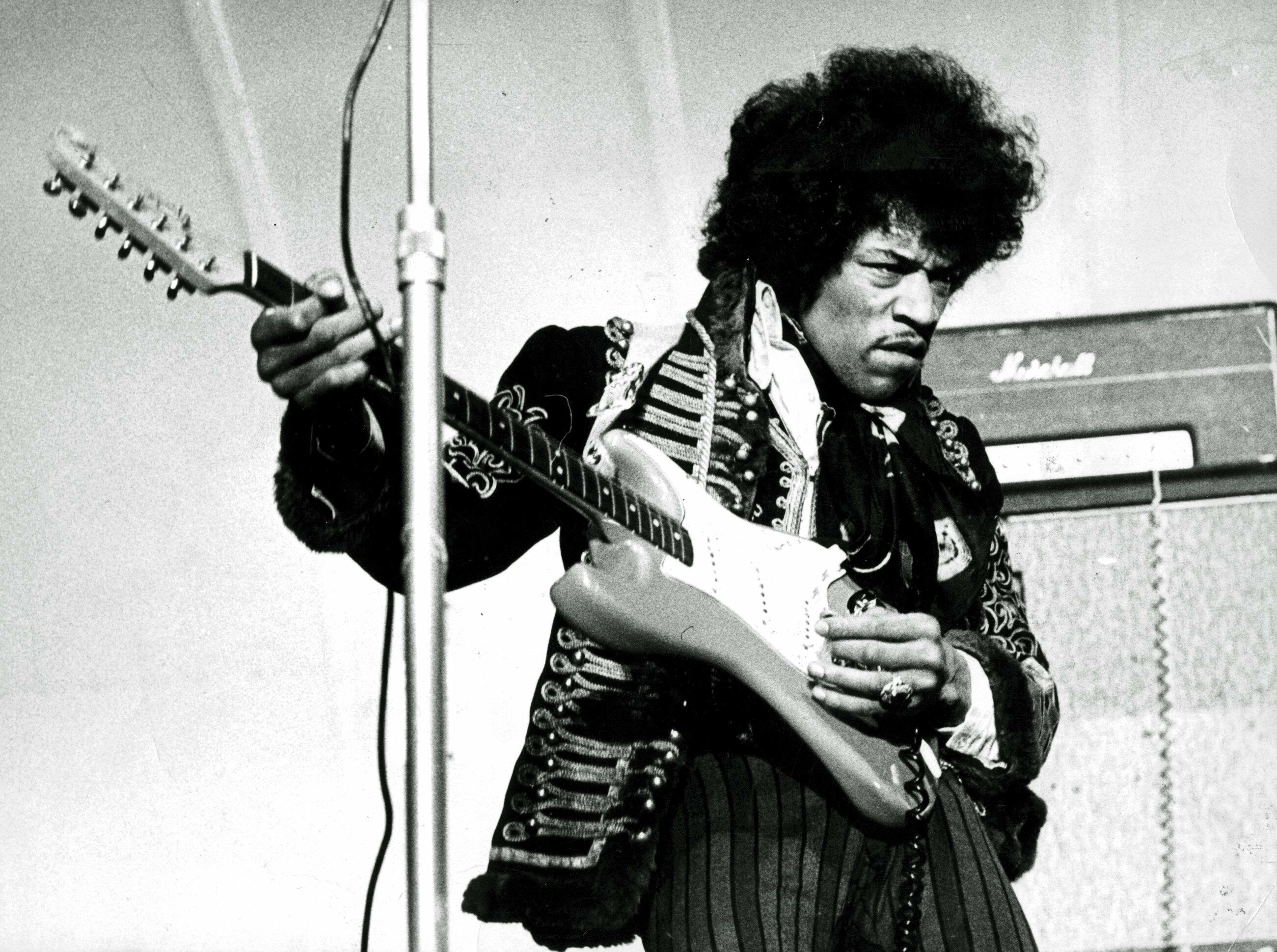
Hendrix trên sân khấu tại Gröna Lund ở Stockholm, Thụy Điển vào tháng 6 năm 1967.

Sau khi Hendrix đặt chân đến Luân Đôn, Chandler bắt đầu tuyển mộ các thành viên để lập một ban nhạc với mục đích đánh bóng tài năng của nam nhạc công, đặt tên là the Jimi Hendrix Experience. Hendrix gặp gỡ nghệ sĩ guitar Noel Redding tại buổi thử sức cho the New Animals, tại đây vốn hiểu biết về sự phát triển nhạc blues của Redding đã làm Hendrix ấn tượng, còn chính ông cho biết mình cũng thích kiểu tóc của Redding. Chandler hỏi Redding liệu anh có muốn chơi guitar bass trong ban nhạc của Hendrix không thì Redding liền gật đầu đồng ý. Chandler bắt đầu tìm kiếm một tay trống và ngay sau đấy liên lạc với Mitch Mitchell qua một người bạn chung Mitchell (vừa bị khai trừ khỏi nhóm Georgie Fame and the Blue Flames) đã tham dự một buổi tập dượt cùng Redding và Hendrix, rồi họ tìm thấy điểm chung là sở thích nhạc rhythm and blues. Sau đó, khi Chandler gọi điện Mitchell ngày hôm ấy để mời vào một vị trí trong ban, anh nhanh chóng nhận lời. Chandler còn thuyết phục Hendrix thay đổi cách đánh vần tên mình từ Jimmy thành Jimi (lạ mắt hơn).
Ngày 1 tháng 10 năm 1966, Chandler đưa Hendrix tới Đại học Bách khoa Luân Đôn nằm trên Phố Regent, nơi nhóm Cream đã đặt lịch biểu diễn, và là nơi Hendrix và nghệ sĩ guitar Eric Clapton gặp mặt nhau. Sau này Clapton kể: "Anh ấy hỏi liệu mình có thể chơi một vài bài không thì tôi đáp 'Tát nhiên rồi', song tôi vẫn cả thấy anh ta thật khôi hài." Nửa chặng tiết mục của Cream trôi qua, Hendrix bước lên sân khấu và thể hiện phiên bản điên rồ ca khúc "Killing Floor" của Howlin' Wolf. Năm 1989, Clapton miêu tả về màn biểu diễn ấy: "Anh ấy chơi đúng mọi phong cách mà bạn có thể nghĩ tới, và không phải theo kiểu hào nhoáng đâu. Ý tôi là anh đã làm một vài chiêu trò, như đánh đàn bằng răng và chơi phía sau lưng, nhưng không hề theo lối trích thượng chút nào ... Anh ấy rời đi, và đời tôi không bao giờ giống như trước nữa".

#### Thành công ở Liên hiệp Anh
Giữa tháng 10 năm 1966, Chandler sắp xếp một vai trò cho Experience, đó là nghệ sĩ hỗ trợ của Johnny Hallyday trong chuyến lưu diễn ngắn ngày ở Pháp. Vì thế, The Jimi Hendrix Experience đã thể hiện show đầu tiên của nhóm vào ngày 13 tháng 10 năm 1966, tại Novelty ở Évreux. Màn trình diễn của nhóm kéo dài 15 phút tại Nhà hát Olympia ở Paris đã nhận được sự cổ vũ nhiệt tình của khán giả vào ngày 18 tháng 10, đánh dấu bản nhạc ra đời sớm nhất từng được biết tới của ban nhạc. Cuối tháng 10, Kit Lambert và Chris Stamp (quản lý của the Who) ký the Experience với hãng đĩa non trẻ họ vừa thành lập là Track Records, rồi nhóm nhạc ghi âm ca khúc đầu tiên là "Hey Joe" vào ngày 23 tháng 10. "Stone Free" (được cho là sáng tác đầu tiên của Hendrix sau khi đặt chân lên nước Anh) đã được thu âm vào ngày 2 tháng 11.

Hendrix vào ngày 10 tháng 5 năm 1968

Giữa tháng 11, nhóm biểu diễn tại hộp đêm The Bag O'Nails ở Luân Đôn, với các vị khách tham dự gồm Clapton, John Lennon, Paul McCartney, Jeff Beck, Pete Townshend, Brian Jones, Mick Jagger và Kevin Ayers. Ayers miêu tả phản ứng của đám đông là sự kinh ngạc không tin vào mắt mình: "Tất cả những ngôi sao ở đó, rồi tôi nghe thấy những bình luận nghiêm túc mà bạn biết đấy – 'shit, 'Jesus', 'damn' và những từ khác tệ hơn thế." Màn biểu diễn đã đem về cho Hendrix buổi phỏng ván đầu tiên, được xuất bản trong Record Mirror với giật tít: "Mr. Phenomenon" ("Quý ngài hiện tượng"). Bill Harry viết: "Giờ hãy nghe đây này ... chúng tôi dự đoán rằng [Hendrix] sẽ làm cả ngành công nghiệp quay cuồng như một cái vòi rồng vậy", anh đặt thêm câu hỏi tu từ: "Liệu cái thứ âm thanh nhịp nhàng, sang sảng, to tát ấy thật sự được tạo ra bởi chỉ ba người?" Hendrix đáp: "Chúng tôi không muốn bị phân vào bất cứ thể loại nhạc nào ... Nếu phải có một cái nhãn, tôi muốn nhạc của mình được gọi là 'Free Feeling'. Nó là sự pha trộn của rock, phiêu diêu, rave và blues". Thông qua một thỏa thuận phân phối với Polydor Records, đĩa đơn đầu tiên của the Experience, "Hey Joe" kèm với "Stone Free" đã được phát hành vào ngày 16 tháng 12 năm 1966. Sau khi xuất hiện trên các chương trình truyền hình Ready Steady Go! và Top of the Pops của Anh, "Hey Joe" lọt vào bảng xếp hạng âm nhạc Liên hiệp Anh vào ngày 29 tháng 12 và vươn lên vị trí cao nhất là hạng 6. Thành công đến dồn dập vào tháng 3 năm 1967 với bài hit lọt top 3 ở Anh mang tên "Purple Haze", và vào tháng 5 với "The Wind Cries Mary", trụ vững trong bảng xếp hạng âm nhạc Liên hiệp Anh trong 11 tuần, vươn lên thứ hạng cao nhất là số 6. Ngày 12 tháng 3 năm 1967, ông biểu diễn tại Khách sạn Troutbeck, Ilkley, Tây Yorkshire; ở nơi đây, sau khi khoảng  900 khán giả đến xem (khách sạn chỉ cấp phép cho 250 người), cảnh sát địa phương đã dừng buổi diễn do những lo ngại về an toàn.
Ngày 31 tháng 3 năm 1967, trong lúc the Experience đợi lên sân khấu biểu diễn tại London Astoria, Hendrix và Chandler bàn nhau về cách làm tăng hiệu ứng chú ý ban nhạc của truyền thông. Khi Chandler hỏi nhà báo Keith Altham xin lời khuyên, Altham đề xuất rằng họ nên làm thứ gì đó gây ấn tượng mạnh hơn show nhạc của the Who (liên quan đến vụ đập phá các nhạc cụ). Hendrix bông đùa: "Tôi có thể đập chết một con voi", rồi Altham đáp: "Chà, thật tiếc khi anh bạn không thể châm lửa lên cây guitar của mình". Rồi sau đó Chandler yêu cầu nhà quản lý tour diễn Gerry Stickells kiếm được dầu đốt lửa. Trong buổi show, Hendrix tạo nên màn trình diễn đặc biệt sôi nổi trước khi châm lưa đốt cây guitar ở cuối tiết mục kéo dài 45 phút. Sau màn biểu diễn phô trương kể trên, các thành viên của giới báo chí Luân Đôn gán nhãn ông là "Black Elvis" và "Wild Man of Borneo".

#### Are You Experienced
Sau thành công của hai đĩa đơn đầu tiên ("Hey Joe" và "Purple Haze") trên bảng xếp hạng âm nhạc Liên hiệp Anh, the Experience bắt đầu tập hợp chất liệu để làm một đĩa LP thời lượng dài. Tại Luân Đôn, công đoạn thu âm khởi động tại De Lane Lea Studios, và sau đấy chuyển đến xưởng uy tín Olympic Studios. Album Are You Experienced có nhiều phòng cách âm nhạc đa dạng, trong đó có các bản nhạc blues như "Red House" và "Highway Chile", và ca khúc nhạc r&b "Remember". Trong album còn có nhạc phẩm thể nghiệm đề tài khoa học viễn tưởng "Third Stone from the Sun" và một bản nhạc hậu hiện đại của bài tiêu đề, mà nổi bật là kĩ thuật ghi ngược tiếng guitar và trống. "I Don't Live Today" là phương tiện để Hendrix thể hiện túc hứng hiệu ứng guitar feedback và "Fire" do tiếng trống của Mitchell cầm trịch.
Ra mắt tại Liên hiệp Anh vào ngày 12 tháng 5 năm 1967, Are You Experienced có 33 tuần trụ trên bảng xếp hạng, vươn đến vị trí cao nhất là hạng 2. Album chỉ bị mất ngôi đầu bảng vào tay Sgt. Pepper's Lonely Hearts Club Band của the Beatles. Ngày 4 tháng 6 năm 1967, Hendrix khai mạc một show tại Nhà hát Saville tại Luân Đôn với màn thể hiện bài tiêu đề trích từ Sgt. Pepper, được phát hành chỉ ba hôm trước. Nhà quản lý Brian Epstein của Beatles là chủ nhân Nhà hát Saville lúc bấy giờ, cả George Harrison và Paul McCartney đều có mặt thưởng thức màn biểu diễn. McCartney miêu tả về khoảnh khắc ấy: "Những tấm màn vén lên và anh ấy bước ra sân khấu chơi bài 'Sgt. Pepper'. Đó là một lời khen khá tuyệt trong sách của bất kì ai. Tôi xem khoảnh khắc ấy là một trong những vinh dự lớn nhất sự nghiệp của mình." Với Reprise Records là đơn vị phát hành ở Mỹ vào ngày 23 tháng 8, Are You Experienced giành hạng 5 trên bảng xếp hạng Billboard 200.
Năm 1989, Noe Goldwasser (cây viết sáng lập của tạp chí Guitar World) miêu tả Are You Experienced là "album làm khuynh đảo thế giới ... làm nó thay đổi mãi mãi". Năm 2005, Rolling Stone ví đĩa LP đạt cú đúp bạch kim của Hendrix là "màn ra mắt lịch sử", và ấn phẩm xếp Are You Experienced là album xuất sắc thứ 15 mọi thời đại, nhấn mạnh rằng nam nghệ sĩ đã "khai thác tiếng rít của âm ly" và miêu tả lối chơi guitar của ông là "khêu gợi ... tự thân lối chơi ấy đã là lịch sử rồi".

#### Monterey Pop Festival
Mặc dù thịnh hành ở châu Âu lúc bấy giờ, song đĩa đơn đầu tiên của the Experience ở Mỹ là "Hey Joe" lại không thể lọt vào bảng xếp hạng Billboard Hot 100 lúc phát hành đĩa vào ngày 1 tháng 5 năm 1967. Vận may của nhóm tốt lên khi McCartney giới thiệu họ tới các nhà tổ chức của nhạc hội Monterey Pop Festival. Anh quả quyết rằng sự kiện sẽ không trọn vẹn nếu thiếu Hendrix, ví bạn của mình là "con át chủ bài tuyệt đối trên đàn guitar". McCartney nhận lời gia nhập ban tổ chức với điều kiện là để the Experience biểu diễn tại nhạc hội vào giữa tháng 6.
Ngày 18 tháng 6 năm 1967, được Brian Jones giới thiệu là "nghệ sĩ trình diễn thú vị nhất mà [anh] từng nghe", Hendrix mở màn bằng một pha cải biên bài hát "Killing Floor" của Howlin' Wolf với tốc độ nhanh, nam nghệ sĩ diện bộ đồ mà cây viết Keith Shadwick miêu tả là "bộ quần áo đẹp lạ như bất kì bộ nào trưng bày ở nơi khác". Shadwick viết: "[Hendrix] không chỉ là một nhân tố âm nhạc hoàn toàn mới mẻ, mà còn là một cái nhìn hoàn toàn nguyên bản cho thấy thứ mà một nghệ sĩ giải trí người Mỹ da đen nên và có thể trông ra sao." The Experience tiếp tục thể hiện các tiết mục "Hey Joe", "Rock Me Baby" của B.B. King, "Wild Thing" của Chip Taylor và "Like a Rolling Stone" của Bob Dylan, cùng bốn bản nhạc nguyên tác: "Foxy Lady", "Can You See Me", "The Wind Cries Mary" và "Purple Haze". Màn biểu diễn khép lại bằng việc Hendrix phá cây đàn guitar của mình và ném các mảnh đàn về phía khán giả. Cây bút Alex Vadukul của Rolling Stone viết:
Khi Jimi Hendrix châm lửa đốt cây guitar của mình tại Monterey Pop Festival 1967, anh ấy đã tạo ra một trong những khoảnh khắc hoàn hảo nhất của nhạc rock. Đứng ở hàng đầu của buổi hòa nhạc là một cậu nhóc 17 tuổi tên Ed Caraeff. Trước đó Caraeff chưa từng thấy Hendrix hay nghe nhạc của anh, song cậu mang chiếc máy ảnh bên mình và chỉ còn một tấm sót lại trong cuộn phim của cậu. Khi Hendrix đốt cây guitar, Caraeff đã chụp tấm ảnh cuối. Nó sẽ trở thành một trong những tấm hình nổi tiếng nhất của rock and roll.

Caraeff đứng trên một chiếc ghế cạnh rìa sân khấu và chụp 4 tấm ảnh đơn sắc hình Hendrix đốt cây guitar. Caraeff đứng đủ gần ngọn lửa để dùng được máy ảnh bảo vệ mặt mình khỏi sức nóng. Sau này Rolling Stone phục chế có màu cho bức ảnh, ghép nó với những tấm hình khác chụp tại nhạc hội trước khi sử dụng một cảnh trên bìa tạp chí năm 1987. Theo lời tác giả Gail Buckland, khung hình cuối là "Hendrix quỳ gối trước cây guitar đang bốc cháy, giờ tay lên, là một trong những tấm ảnh nổi tiếng của nhạc rock". Cây viết kiêm nhà sử học âm nhạc Matthew C. Whitaker ghi rằng "Màn đốt guitar của Hendrix trở thành một hình ảnh biểu tượng trong lịch sử nhạc rock, rồi giúp anh được người hâm mộ trong nước chú ý trở lại". Báo Los Angeles Times quả quyết rằng, cho đến lúc rời sân khấu, Hendrix "lên cấp từ tin đồn thành huyền thoại". Cây bút John McDermott viết rằng "Hendrix làm cho khán giả ở Monterey sửng sốt và không tin nổi vào những gì họ vừa nghe và thấy". Theo Hendrix chia sẻ: "Tôi muốn phá hủy cây guitar của mình ở cuối bài hát giống như một sự hi sinh. Bạn hi sinh những thứ mà bạn yêu quý. Tôi yêu cây guitar của mình." Màn biểu diễn được D. A. Pennebaker ghi hình và nằm trong cuốn phim tài liệu hòa nhạc Monterey Pop, giúp cho Hendrix trở nên nổi tiếng với công chúng Mỹ.
Sau nhạc hội, the Experience giành suất dự 5 buổi hòa nhạc tại tụ điểm Fillmore của Bill Graham cùng với Big Brother and the Holding Company và Jefferson Airplane. The Experience vượt mặt Jefferson Airplane trong hai đêm diễn đàu tiên, rồi thay thế chính nhóm này đứng đầu cát-sê vào ngày thứ năm. Sau màn giới thiệu thành công ở Bờ Tây (trong đó có một buổi hòa nhạc ngoài trời miễn phí tại Công viên Cổng Vàng và một buổi hòa nhạc tại hộp đêm Whisky a Go Go), the Experience giành vé diễn khai mạc cho chuyến lưu diễn đầu tiên của the Monkees ở Mỹ. The Monkees đề nghị Hendrix làm nghệ sĩ hỗ trợ bởi họ là người hâm mộ, nhưng khán giả trẻ của nhóm lại ghét the Experience rồi rời tour diễn sau 6 show. Sau này Chandler kể rằng ông đã thiết kế tour diễn để quảng bá danh tiếng cho Hendrix.

#### Axis: Bold as Love
Album thứ hai của Experience mang tên Axis: Bold as Love mở đầu với bài "EXP" sử dụng kĩ thuật feedback bằng hóa âm hoặc microphone theo kiểu vừa mới mẻ vừa sáng tạo về mặt thời trang. Nhạc phẩm còn giới thiệu hiệu ứng âm lập thể thử nghiệm, trong đó âm thanh bắt nguồn từ cây guitar của Hendrix thông qua hình ảnh âm lập thể, xoay vòng quanh thính giả. Tác phẩm phản ánh niềm thích thú ngày một lớn dần của ông với khoa học viễn tưởng và không gian ngoài thiên thể. Ông sáng tác bài tiêu đề và bài cuối của album quanh hai phiên khúc và hai điệp khúc, trong hai bản nhạc ông lồng ghép cảm xúc với cá tính, so sánh chúng với màu sắc. Đoạn coda của bài hát có sử dụng bản ghi nhạc đầu tiên bằng âm lập thể phaser. Shadwick miêu tả ca khúc "có thể là tác phẩm đầy tham vọng nhất trong Axis, những câu hát ẩn dụ ngông cuồng cho thấy sự tự tin đang phát triển" trong lối sáng tác của Hendrix. Lối chơi guitar của ông xuyên suốt bài hát được ghi dấu bằng các hợp âm rải và chuyển động đối âm, với các hợp âm một phần do tremolo chọn lọc đem đến nền móng âm nhạc cho điệp khúc, mà đỉnh cao là thứ mà chuyên gia âm nhạc Andy Aledort miêu tả: "đơn giản là một trong khúc solo bằng guitar điện hay nhất từng chơi". Bản nhạc mờ dần tiếng hai dây đàn bass vang lên cùng lúc ở nốt thứ 32 do tremolo chọn lọc.
Lịch phát hành dự kiến của Axis gần như bị hoãn khi Hendrix làm mất tệp đĩa hậu kỳ ghi mặt 1 của đĩa LP, ông để quên cho nó ở ghế sau của một chiếc taxi ở Luân Đôn. Với hạn chót dần đến, Hendrix, Chandler và kĩ thuật viên Eddie Kramer đã tái phối gần hết đĩa mặt 1 trong một buổi ghi nháp xuyên đêm duy nhất, nhưng chúng không thể đáp ứng chất lượng của đĩa mix "If 6 Was 9" bị thất lạc. Redding nắm một tệp đĩa ghi bản mix này, tệp đĩa phải được một chiếc bàn là ủi lại vì đã bị nhàu. Trong các phiên khúc, Hendrix nhân đôi giọng hát bằng một câu đàn guitar chơi thấp hơn một quãng tám so với giọng của ông. Hendrix thể hiện sự thất vọng việc tái phối album quá nhanh, và thấy rằng bản nhạc có thể đã tốt hơn nếu họ có thêm thời gian.
Axis sử dụng bìa đĩa phiêu diêu miêu tả Hendrix và the Experience hóa thân làm hình đại diện của thần Vishnu, kết hợp một bức họa vẽ họ của Roger Law với một bức ảnh chân dung của Karl Ferris. Sau đấy bức họa được vẽ đè lên bản sao của một tấm áp phích tôn giáo sản xuất hàng loạt. Hendrix cho biết bìa đĩa (làm Track bỏ ra 5.000 đô la Mỹ cho chi phí sản xuất) sẽ phù hợp hơn nếu nó ghi dấu ấn di sản của người Mỹ da đỏ. ông phát biểu: "Bạn hiểu nhầm rồi... Tôi không phải kiểu người da đỏ như thế." Track phát hành album tại Liên hiệp Anh vào ngày 1 tháng 12 năm 1967 (giành được hạng cao nhất là hạng 5), trụ 16 tuần trên bảng xếp hạng. Tháng 2 năm 1968, Axis: Bold as Love vươn lên hạng 3 ở Mỹ.
Trong khi cây viết kiêm nhà báo Richie Unterberger miêu tả Axis là album kém ấn tượng nhất của Experience, theo tác giả Peter Doggett, đĩa nhạc "báo trước một nét tinh tế mới trong tác phẩm của Hendrix". Mitchell nhận xét: "Axis là lần đầu tiên người ta thấy rõ rằng Jimi làm việc khá tốt khi đứng đằng sau bàn trộn âm, cũng như lối chơi và có một vài ý tưởng tích cực về cách mà ông muốn thu nhạc. Đó có thể lả khởi đầu của bất kỳ xung đột tiềm ẩn nào giữa ông và Chas trong phòng thu."

#### Electric Ladyland
Công đoạn thu âm cho album phòng thu thứ 3 và cuối cùng của Experience Electric Ladyland khởi động sớm vào ngày 20 tháng 12 năm 1967 tại Olympic Studios. Nhiều ca khúc đã được thai nghén; tuy nhiên vào tháng 4 năm 1968, the Experience cùng với Chandler (nhà sản xuất) và các kĩ thuật viên Eddie Kramer và Gary Kellgren đã chuyển các buổi ghi nháp tới phòng thu mới khai trương Record Plant Studios ở New York. Khi những buổi ghi nháp diễn ra, Chandler ngày càng trở nên thất vọng với chủ nghĩa hoàn hảo của Hendrix cũng như yêu cầu tập nhạc liên tục của nam nghệ sĩ. Hendrix còn cho phép nhiều bè bạn và khách mời tới tham dự cùng họ ở phòng thu, góp phần tạo nên một môi trường làm việc lộn xộn và chật chội trong phòng điêu khiển và làm Chandler cắt đứt quan hệ làm việc chuyên nghiệp với Hendrix. Sau này Redding hồi tưởng: "Có tới hàng tá người trong phòng thu; bạn chẳng thể nhúc nhích nổi. Đó là một bữa tiệc chứ không phải buổi thu nháp." Redding (từng lập ban nhạc riêng vào giữa năm 1968 mang tên Fat Mattress) thấy rằng ngày càng khó khăn để đáp ứng đầy đủ các cam kết với the Experience, vì thế Hendrix đã chơi nhiều đoạn bass trong Electric Ladyland. Bìa album ghi rằng nó được "sản xuất và đạo diễn bởi Jimi Hendrix".
Trong khâu ghi nháp Electric Ladyland, Hendrix bắt đầu thử nghiệm những kết hợp khác nhau giữa các nhạc sĩ, trong đó gồm Jack Casady và Traffic's của Jefferson Airplane, Steve Winwood (từng lần lượt chơi bass và organ trong bản nhạc blues chậm dài 15 phút, "Voodoo Chile". Trong khâu sản xuất của album, Hendrix thể hiện ngẫu hứng trong buổi chơi nhạc giao lưu với B.B. King, Al Kooper và Elvin Bishop. Electric Ladyland được phát hành vào ngày 25 tháng 10, và đến giữa tháng 11 album đoạt ngôi quán quân tại Mỹ, chiếm vị trí đầu bảng trong hai tuần. Đĩa LP kép vừa là xuất phẩm thành công nhất về mặt thương mại, vừa là album quán quân duy nhất của Hendrix. Nhạc phẩm vươn lên hạng 6 (vị trí cao nhất giành được) tại Liên hiệp Anh và trụ 12 tuần trên bảng xếp hạng. Trong Electric Ladyland có màn Hendrix cover ca khúc "All Along the Watchtower" của Bob Dylan – trở thành đĩa đơn bán chạy nhất và là bài hit duy nhất của Hendrix lọt top 40 ở Mỹ (vị trí cao nhất giành được là hạng 20); đĩa đơn còn đoạt vị trí thứ 5 tại Liên hiệp Anh. "Burning of the Midnight Lamp" (ca khúc đầu tiên nam nghệ sĩ sử dụng bàn đạp wah-wah) được cho vào album. Lúc đầu ca khúc được phát hành làm đĩa đơn thứ 4 của ông tại Liên hiệp Anh vào tháng 8 năm 1967 và giành vị trí số 18 trên bảng xếp hạng.
Năm 1989, Noe Goldwasser (cây viết sáng lập của Guitar World) miêu tả Electric Ladyland là "tuyệt phẩm của Hendrix". Theo lời tác giả Michael Heatley, "hầu hết các nhà phê bình nhất trí" rằng album là "tác phẩm hiện thực hóa tham vọng sâu sắc của Jimi một cách trọn vẹn nhất" Năm 2004, cây bút Peter Doggett viết: "Với một thiên tài thể nghiệm thuần túy, giai điệu tinh tường, tầm nhìn chủ đề và phần hòa tấu xuất chúng, Electric Ladyland vẫn là một ứng viên hàng đầu cho danh hiệu album nhạc rock vĩ đại nhất." Doggett miêu tả đĩa LP là "màn trình diễn kỹ nghệ âm nhạc mà chưa nhạc sĩ rock nào vượt qua được."

### The Experience tan rã

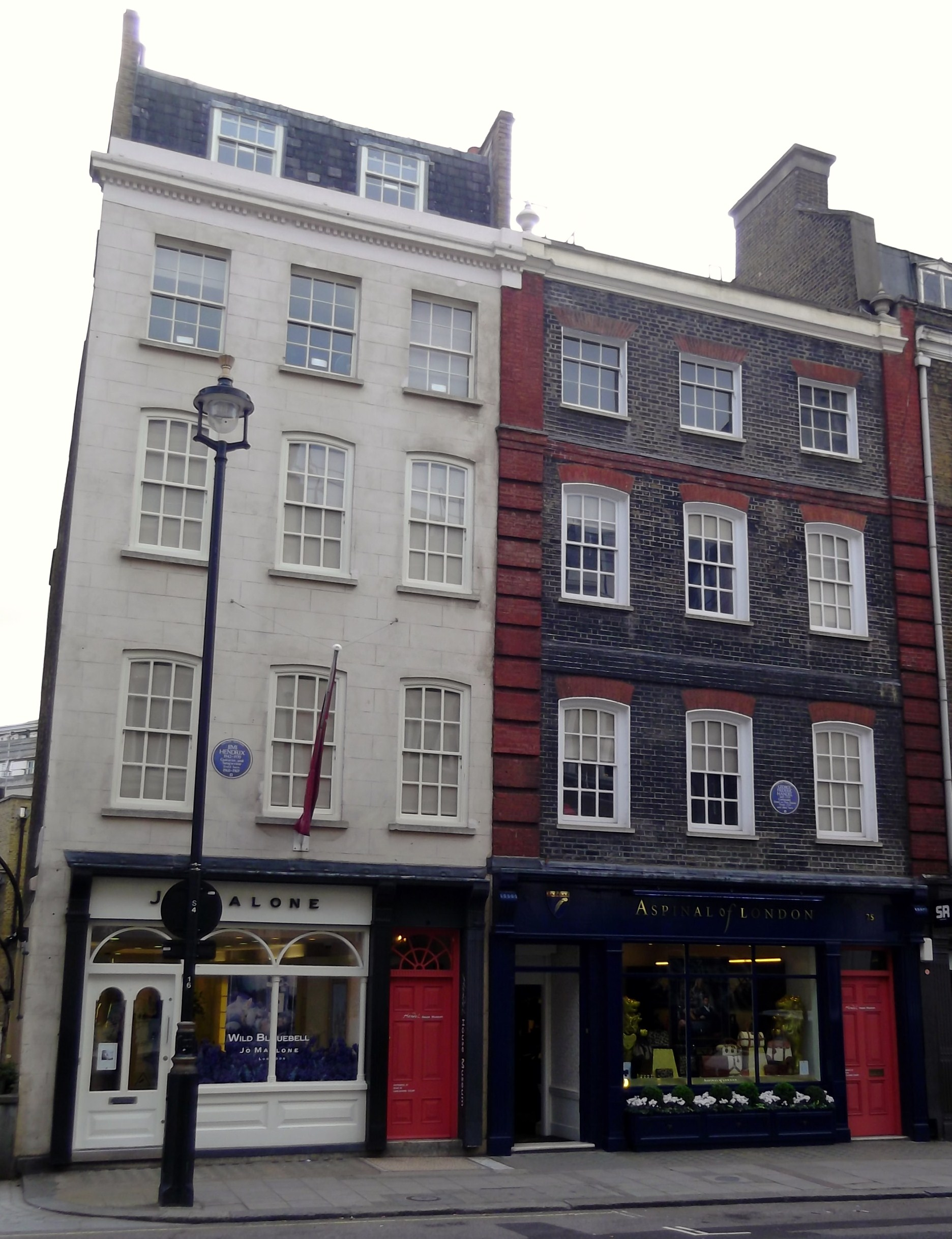
Tòa nhà màu trắng (trái) là căn nhà số 23 Phố Brook; tòa nhà nằm bên phải là Bảo tàng Nhà Handel.

Tháng 1 năm 1969, sau khi vắng mặt hơn 6 tháng, Hendrix nhanh chóng chuyển về trú tại căn hộ nằm ở Phố Brook của cô bạn gái Kathy Etchingham, nằm kế bên là Bảo tàng Nhà Handel ngày nay ở khu West End của Luân Đôn. Sau một buổi biểu diễn bài "Voodoo Child" trên show Happening for Lulu của BBC vào tháng 1 năm 1969, ban nhạc đã dừng biểu diễn giữa chừng lúc đang thử chơi bài hit đầu tiên "Hey Joe" rồi sau đấy thể hiện một bản hòa tấu của "Sunshine of Your Love", nhằm tri ân tới ban nhạc Cream vừa giải tán lúc ấy, cho đến khi các nhà sản xuất ép ca khúc kết thúc sớm. Bởi màn trình diễn nằm ngoài kế hoạch làm cản trở lịch lên sóng của Lulu, Hendrix được thông báo rằng ông sẽ không bao giờ công tác trên BBC một lần nào nữa. Trong thời gian này, the Experience đi lưu diễn ở Scandinavia, Đức và có hai buổi diễn cuối tại Pháp. Ngày 18 và 24 tháng 2, họ chơi tại các đêm nhạc cháy vé ở Nhà hát Royal Albert Hall của Luân Đôn, cũng là lần cuối đội hình trình diễn ở Châu Âu.
Đến tháng 2 năm 1969, Redding đã trở nên chán ngấy trước đạo đức nghề nghiệp khó đoán của Hendrix và việc nam nghệ sĩ nắm quyền kiểm soát sáng tạo trong nhạc của the Experience. Trong chuyến lưu diễn ở Châu Âu diễn ra một tháng trước, quan hệ giữa các thành viên trong nhóm đã tệ đi, đặc biệt là giữa Hendrix và Redding. Trong nhật ký của mình, Redding ghi chép lại nỗi thất vọng chồng chất trong những buổi ghi nháp đầu năm 1969: "Vào hôm đầu tiên, như tôi đã kỳ vọng, chẳng có gì để làm ... Ngày thứ hai thì chẳng có show nào hết. Tôi đi tới quán bar trong 3 giờ, quay về và vẫn còn chán trước khi Jimi kênh kiệu tới. Rồi chúng tôi cãi nhau ... Hôm cuối cùng, tôi chỉ theo dõi sự việc xảy ra một lúc, rồi quay đầu về căn hộ của mình." Những buổi ghi nháp cuối của Experience có sự góp mặt của Redding (tái thu âm bài "Stone Free" nhằm có thể cho phát hành một đĩa đơn), diễn ra vào ngày 14 tháng 4 tại Olmstead và the Record Plant ở New York. Kế đó Hendrix tuyển mộ tay bass Billy Cox tới New York; họ bắt đầu thu nhạc và tập luyện cùng nhau vào ngày 21 tháng 4.
Màn biểu diễn cuối của đội hình Experience đầu tiên được tổ chức vào ngày 29 tháng 6 năm 1969, tại nhạc hội Denver Pop Festival của Barry Fey; sự kiện này kéo dài 3 ngày tại Sân vận động Mile High của Denver, mà dấu ấn là sự can thiệp của cảnh sát bằng việc sử dụng hơi cay để kiểm soát khán giả. Ban nhạc trốn khỏi tụ điểm trong gang tấc trên lưng chiếc xe tải chở thuê, một phần bị người hâm mộ leo lên đầu xe và đè lên. Trước show, một nhà báo chọc tức Redding bằng câu hỏi tại sao anh lại ở đó; kế đó tay phóng viên thông báo với Redding rằng cách đây hai tuần, Hendrix thông báo anh đã bị thay thế bằng Billy Cox. Ngày hôm sau, Redding bỏ the Experience và quay về Luân Đôn. Anh thông báo rằng mình đã rời ban nhạc và định theo đuổi sự nghiệp solo, đổ lỗi cho kế hoạch mở rộng nhóm của Hendrix mà không cho phép can dự, cho rằng đó là nguyên do chính làm anh rời đi. Sau này Redding bộc bạch: "Mitch và tôi giao du cùng nhau nhiều, nhưng chúng tôi là người Anh. Nếu chúng tôi đi ra ngoài, Jimi sẽ ở trong phòng mình. Nhưng những cảm giác tồi tệ xuất phát từ chúng tôi — ba người đi du hành quá nhiều, quá mỏi mệt và chơi quá nhiều thuốc lắc ... Tôi thích Hendrix. [Nhưng] tôi không ưa Mitchell."
Ngay sau khi chia tay Redding, Hendrix bắt đầu tạm trú tại Nhà Ashokan cớ tới 8 giường ngủ, nằm trong làng Boiceville gần Woodstock, ngoại ô New York, nơi ông từng dành thời nghỉ dưỡng vào giữa năm 1969. Quản lý Michael Jeffery là người sắp xếp chỗ ở với hi vọng rằng thời gian tịnh dưỡng có thể khích lệ Hendrix sáng tác chất liệu cho album mới. Trong thời gian này, Mitchell không có mặt do những cam kết hợp đồng mà phía Jeffery đưa, bao gồm cả lần đầu Hendrix hiện diện trên sóng truyền hình Mỹ (trên chương trình The Dick Cavett Show), tại đây Hendrix được hỗ trợ bởi dàn nhạc trong phòng thu; ngoài ra ông còn xuất hiện trong The Tonight Show cùng với Cox và tay trống thuê Ed Shaughnessy.

### Woodstock
Tính đến năm 1969, Hendrix là nhạc sĩ rock có thu nhập cao nhất thế giới. Vào tháng 8, ông diễn chính tại nhạc hội Woodstock Music and Art Fair – nơi tụ hợp nhiều ban nhạc nổi tiếng nhất thời bấy giờ. Để chuẩn bị cho buổi hòa nhạc, ông tuyển mộ nghệ sĩ rhythm guitar Larry Lee cùng hai nhạc công chơi trống conga Juma Sultan và Jerry Velez. Ban nhạc tập luyện trong chưa đầy hai tuần trước buổi biểu diễn, và theo lời Mitchell, họ chưa bao giờ kết nối nhau về mặt âm nhạc. Trước khi đặt chân đến nơi trình diễn, Hendrix nghe tin rằng số lượng khán giả đã tăng lên chóng mặt, làm cho nam nghệ sĩ lo lắng bởi ông không thích biểu diễn trước những đám đông lớn. Ông là nhân vật quan trọng của sự kiện, và dẫu cho ông nhận thù lao diễn ít hơn đáng kể so với phí thông thường của mình, Hendrix vẫn là nghệ sĩ trình diễn có cát-sê cao nhất tại nhạc hội.
Hendrix quyết định chuyển suất diễn từ giữa đêm Thứ Bảy sang sáng Thứ Hai, tức lúc bế mạc show. Ban nhạc lên sân khấu vào khoảng 8 giờ sáng, tính đến lúc đó thì Hendrix đã thức trắng hơn ba ngày. Lượng khán giả trước đó ước tính đạt đỉnh là 400.000 người, giờ giảm xuống 30.000–40.000 người, nhiều người trong số họ đã đợi để có cơ hội nhìn lướt qua Hendrix trước khi rời đi trong tiết mục của ông. MC của nhạc hội, Chip Monck giới thiệu nhóm nhạc là "the Jimi Hendrix Experience", nhưng Hendrix giải thích: "Chúng tôi quyết định thay đổi toàn bộ và gọi nhóm là 'Gypsy Sun and Rainbows'. Nói gọn thì chỉ là 'Band of Gypsys' thôi."
Buổi diễn của Hendrix có một màn cover bản quốc ca Hoa Kỳ "The Star-Spangled Banner" với nhiều feedback, distortion và sustain nhằm mô phỏng lại những âm thanh mà tên lửa và bom đạn tạo ra. Những chuyên gia chính trị đương thời miêu tả màn trình diễn của ông như một tuyên bố chống lại Chiến tranh Việt Nam. 3 tuần sau, Hendrix phát biểu: "Chúng ta đều là người Mỹ ... giống như câu 'Go America!' [Hãy tiến lên nước Mỹ]... Chúng tôi chơi nhạc theo bầu không khí ở nước Mỹ ngày nay. Không khí hơi bị tĩnh đó." bản cover do lối chơi guitar làm chủ đạo của ông không chỉ được lưu danh bất hủ trong bộ phim tài liệu năm 1970 Woodstock, mà còn trở thành một phần của hệ tư tưởng thời đại ở thập niên 60. Nhà phê bình nhạc pop Al Aronowitz của tờ New York Post nhận định: "Đó là khoảnh khắc phấn khích nhất của Woodstock, và có lẽ là khoảnh khắc vĩ đại nhất của thập niên 60." Những hình ảnh chụp lại buổi diễn cho thấy Hendrix mặc chiếc áo vét da màu trắng đính cườm xanh và quấn trên đầu chiếc khăn màu đỏ tua, diện chiếc quần jean màu xanh được xem là những tấm hình biểu tưởng ghi lại khoảnh khắc định nghĩa thời đại. Ông thể hiện bài "Hey Joe" trong phần encore, khép lại nhạc hội kéo dài 31⁄2-ngày. Sau khi rời sân khấu, ông khuỵu xuống vì kiệt sức. Năm 2011, các biên tập viên của Guitar World vinh danh màn trình diễn bài "The Star-Spangled Banner" của Hendrix là màn trình diễn xuất sắc nhất mọi thời đại.

### Chuyến lưu diễn châu Âu
Khi chặng lưu diễn của Cry of Love tour ở châu Âu bắt đầu, Hendrix ao ước có một phòng thu và hướng sáng tạo mới, đồng thời không háo hức hoàn thành cam kết. Ngày 2 tháng 9 năm 1970, ông bỏ một buổi biểu diễn tại Aarhus sau khi thể hiện ba ca khúc, ông phát biểu: "Tôi đã chết từ lâu rồi". 4 ngày sau, ông có lần diễn hòa nhạc cuối cùng tại Nhạc hội Đảo Fehmarn ở Đức. Ông bị các cổ động viên la ó và giễu nhại nhằm phản ứng hành động hủy một show của Hendrix dự kiến diễn ra vào cuối chương trình của đêm trước do cơn mưa nặng hạt và nguy cơ bị giật điện. Ngay sau khi hết nhạc hội, Hendrix, Mitchell và Cox trở về Luân Đôn.
3 ngày sau buổi biểu diễn, Cox (mắc chứng hoang tưởng trầm trọng sau khi dùng thuốc LSD hoặc vô tình uống nó) đã bỏ chuyến lưu diễn và đến ở cùng cha mẹ tại Pennsylvania. Sau ít ngày Hendrix đặt chân đến Anh, ông đã trò chuyện với Chas Chandler, Alan Douglas và những người khác về việc chia tay quản lý Michael Jeffery. Ngày 16 tháng 9, Hendrix biểu diễn trước khán giả lần cuối trong một buổi chơi nhạc ngẫu hứng không chính thức tại câu lạc bộ Ronnie Scott's Jazz Club ở Soho với Eric Burdon và ban nhạc mới nhất của anh mang tên War. Họ bắt đầu thể hiện một số ít các bài hit gần đây, và sau một khoảng thời gian tạm dưỡng, Hendrix cùng họ diễn các bài "Mother Earth" và "Tobacco Road". Màn thể hiện sầu muộn của ông thật bất thường; ông lặng lẽ chơi guitar đệm và kìm nén những màn đóng kịch mà khán giả mong chờ từ ông. Chưa đầy 48 tiếng sau thì ông tắt thở.

## Qua đời, khám nghiệm tử thi và chôn cất

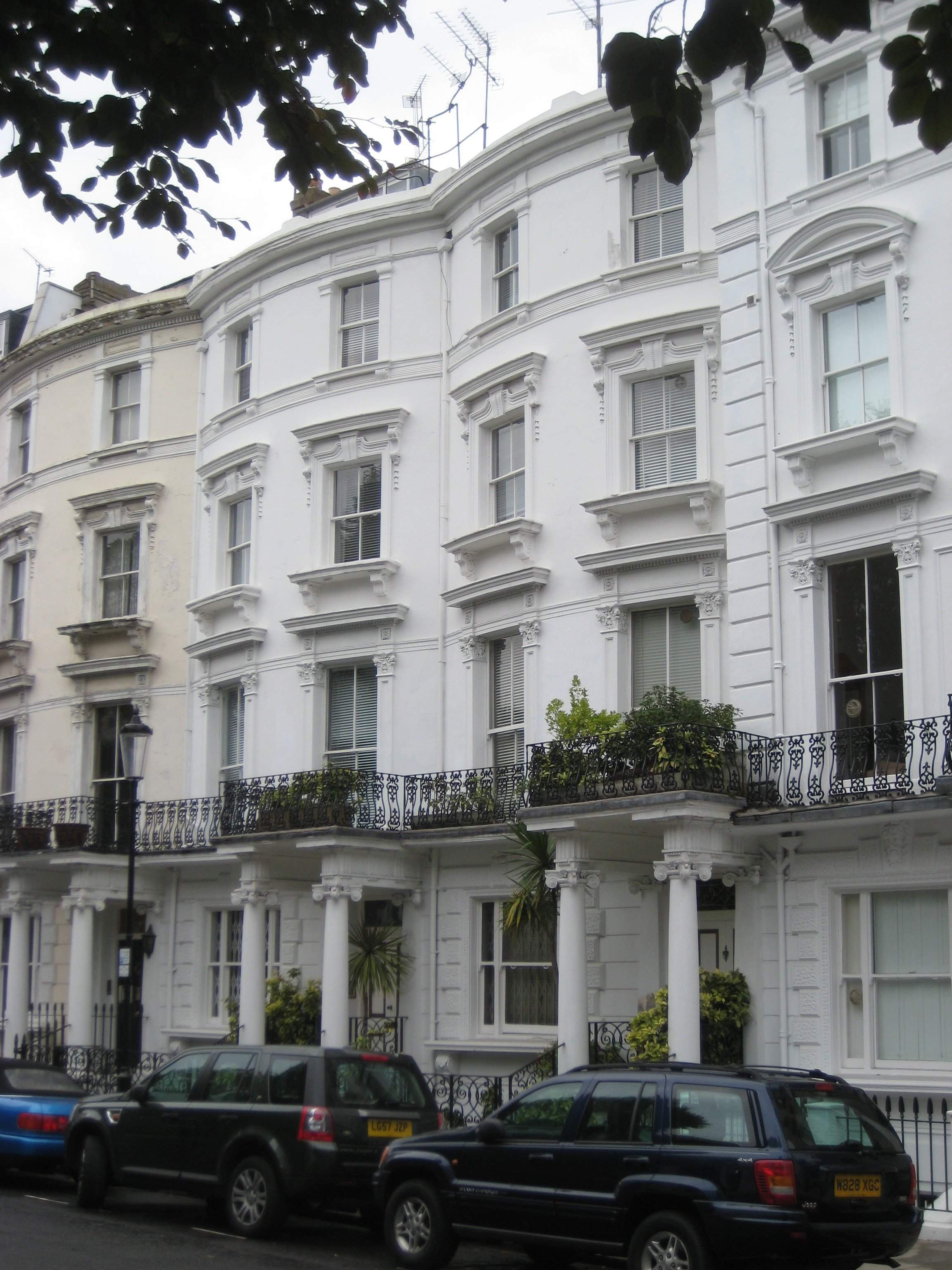
Khách sạn Samarkand, nơi Hendrix sống những giờ phút cuối đời.

Chi tiết về ngày cuối đời và cái chết của Hendrix vẫn đang gây tranh cãi. Ông dành phần lớn ngày 17 tháng 9 năm 1970 ở cùng bạn gái Monika Dannemann tại Luân Đôn, cô cũng là nhân chứng duy nhất chứng kiến những giờ phút cuối đời của nam nghệ sĩ. Dannemann cho biết cô đã chuẩn bị bữa ăn cho cặp đôi tại căn hộ của mình ở Khách sạn Samarkand vào khoảng 11 giờ tối, lúc mà họ cùng uống chung một chai rượu. Cô chở ông đến nhà của một người quen vào khoảng 1 giờ 45 phút sáng, Hendrix trú tại đây trong khoảng 1 giờ trước được bạn gái đón đi và họ trở về căn hộ của cô lúc 3 giờ sáng. Cô kể rằng họ đã trò chuyện cho đến khoảng 7 giờ sáng, rồi cả hai cùng đi ngủ. Dannemann thức giấc lúc 11 giờ sáng và thấy Hendrix thoi thóp thở song bất tỉnh và không phản ứng gì. Cô liền gọi cấp cứu vào lúc 11 giờ 18 phút sáng, và 9 phút sau thì xe cứu thương tới nơi. Khi ấy các nhân viên y tế đã chuyển Hendrix tới Bệnh viện St Mary Abbot, nơi Bác sĩ John Bannister thông báo ông đã từ trần vào 12 giờ 45 phút chiều, ngày 18 tháng 9.
Nhân viên điều tra Gavin Thurston đã yêu cầu một cuộc khám nghiệm tử thi do Giáo sư Robert Donald Teare (một nhà giám định pháp y) tiến hành vào ngày 21 tháng 9. Thurston hoàn tất cuộc điều tra vào ngày 28 tháng 9 và kết luận rằng Hendrix đã tự hút chất nôn của mình và qua đời vì ngạt khí trong lúc say thuốc barbiturat. Do cho rằng "không đủ bằng chứng cho vụ án", ông đã tuyên án không nói rõ thủ phạm. Sau này Dannemann tiết lộ rằng Hendrix đã uống tới 9 viên thuốc ngủ Vesparax được kê cho cô, tức gấp 18 lần liều lượng khuyến cáo.
Desmond Henley là người ướp xác thi thể của Hendrix được chở bằng máy bay tới Seattle vào ngày 29 tháng 9. Gia đình và bạn bè của Hendrix đã tổ chức buổi lễ tại Nhà thờ Dunlap Baptist tại khu Rainier Valley của Seattle vào Thứ Năm, ngày 1 tháng 10; thi thể ông được chôn cất tại Nghĩa trang Greenwood gần Renton, nơi đặt mộ của mẹ ông. Gia đình và bạn bè đã đi trên 24 chiếc xe limousine, ngoài ra hơn 200 người tới dự lễ tang, trong đó có Mitch Mitchell, Noel Redding, Miles Davis, John Hammond và Johnny Winter.

## Danh sách đĩa nhạc
The Jimi Hendrix Experience
- Are You Experienced (1967)
- Axis: Bold as Love (1967)
- Electric Ladyland (1968)

Jimi Hendrix/Band of Gypsys
- Band of Gypsys (1970)